# Laupke
Die Laupke ist ein 3,9 km langer, orografisch rechter Nebenfluss der Hoppecke im südöstlichen Stadtgebiet von Brilon, Nordrhein-Westfalen. 

## Geographie
Der Bach entspringt an der östlichen Seite des Sattels zwischen Kreuz Habuche und Fohrenkopf etwa 1,7 km östlich von Brilon-Wald auf einer Höhe von 674 m ü. NHN. Zunächst fließt die Laupke für rund 500 m in östliche Richtungen, bevor sie sich nach Norden wendet. Dieser Fließrichtung folgend mündet der Bach, ohne Ortschaften zu berühren, nach 3,9 km auf 410 m ü. NHN in die Hoppecke. Die Mündung liegt etwa 300 m südöstlich der zum Briloner Ortsteil Gudenhagen-Petersborn gehörenden Ortslage Pulvermühle. Der Höhenunterschied zwischen Quelle und Mündung beträgt  264 m, was einem mittleren Sohlgefälle von 67 ‰ entspricht.
Die Laupke hat ein 2,49 km² großes Einzugsgebiet, das über Hoppecke, Diemel und Weser zur Nordsee entwässert.

## Naturschutz
Der Lauf der Laupke liegt im Landschaftsschutzgebiet Hoppecke - Diemel - Bergland. Im Unterlauf fließt die Laupke im Naturschutzgebiet Mittleres Hoppecketal, welches etwa 400 m entlang dem Bachlauf in das zuvor genannte Landschaftsschutzgebiet hereinragt.